# Опросы общественного мнения для референдума о членстве Великобритании в Европейском союзе

Результаты опросов общественного мнения

Опросы общественного мнения играли важную роль в процессе подготовки к референдуму о членстве Великобритании в Европейском союзе. В общем и целом, опросы фиксировали практически равное распределение предпочтений между лагерями «За» и «Против» ЕС. На всём протяжении периода, предшествовавшего голосованию, группа колеблющихся составляла от 10 до 12 % опрошенных. Тем не менее, большинство аналитиков и букмекеров до последнего момента и, как оказалось, необоснованно прогнозировали победу сторонников членства. Последний опубликованный соцопрос утверждал, что 54 % респондентов поддержат ЕС. Фактический самообман (не последнюю роль в котором играла мощная проевропейская политическая пропаганда) достиг своего пика в 21:26 по лондонскому времени 23 июня 2016 г., когда барометр Ладброукс Брексит показал пиковую 88%-ную уверенность в сохранении статуса-кво.

## Демографический разрез
В демографическом отношении опросы изначально довольно верно указывали на существенную разницу в предпочтениях в разрезе поколений. Так, наибольшее количество сторонников ЕС (до 75 % числа опрошенных) было среди британской молодежи в возрасте от 18 до 24 лет. Молодежь также приложила немало усилий для популяризации членства ЕС в соцсетях, при том что на избирательные участки она приходила не столь активно, особенно учитывая плохую погоду в день голосования в Англии и Северной Ирландии, возникшую в результате столкновения двух циклонов над Лондоном. В результате, благодаря Интернету создалось ложное впечатление о заведомо предопределённом триумфе сторонников ЕС, ставшее очевидным в ретроспективе. С другой стороны, до 61 % лиц старше 65 регулярно высказывалось против членства страны в ЕС. Несмотря на меньшую активность пожилых людей в соцсетях, они отличились высокой фактической явкой на участки. О своём намерении прийти на участки в день референдума заявляло лишь около половины людей в возрасте до 34 лет. В конечном итоге оказался верен прогноз о сверхвысокой явке, согласно которому в случае преодоления 70%-го порога верх одержат сторонники выхода из ЕС.
Лица без образования, конкурирующие на рынке труда с новоприбывшими гражданами новоприсоединившихся стран ЕС, были более склонны к выходу из ЕС по сравнению с людьми с высшим образованием. Студенты, интеллигенция и городской средний класс получили репутацию «еврофилов» после проведения опросов. Но на другом конце экономико-социального спекта, среди наиболее состоятельных британцев, евроскептицизм вновь усиливался. Пол респондентов при этом не играл существенной роли при распределении ответов и предпочтений, чего нельзя сказать о расовой принадлежности. Видимые меньшинства, черные и цветные граждане были более склонны к поддержке ЕС при том что явка и уровень предвыборной регистрации по месту жительства (суфражизм) даже у тех из них, у кого имелось британское гражданство (чего опросы не фиксировали), был на 25 % ниже, чем у белых.
Согласно опросам, белое население королевства в целом разделилось примерно поровну. При этом белые жители Англии склонялись к выходу (что в итоге и оказалось решающим фактором исхода всего референдума). Демографический вес цветного населения оказал наиболее существенное влияние на итоги референдума в Лондоне, где по итогам переписи 2011 года доля белых британцев опустилась до рекордно низкой отметки в 44,9 %. Учитывая дальнейшее падение этой группы к 2016 году, желание цветных лондонцев остаться в составе ЕС предопределило исход референдума в городе, где голоса фактические разделились по расовому признаку, подтвердив репутацию Лондона как своеобразного «пузыря», преимущественно цветное население которого имеет мало общего с остальной Англией. Белое население Шотландии оставалось верно традиции верности ЕС, так как главнейшим аргументом Лондона, агитировавшего Шотландию остаться в ходе подготовки к референдуму о независимости Шотландии в 2014 году, было сохранение связей с ЕС в качестве «федерата» Соединенного Королевства. В Уэльсе заметное (20 %) валлийскоязычное меньшинство, по данным опросов, продолжало составлять традиционный костяк сторонников ЕС, при том что англоязычное население региона заняло в целом антиевропейскую позицию, хотя и менее ярко выраженную. Наиболее сложную динамику развития предпочтений в преддверии референдума опросы фиксировали в Северной Ирландии. И если католики, атеисты и неденоминированные (60 % населения) заявляли о своей растущей готовности поддержать ЕС (накануне референдума доля сторонников ЕС дошла, согласно опросам, до 75 % их числа), то протестанты (40 % населения), половина которых изначально относилась к идее продолжающегося членства в ЕС более чем скептически, со временем ещё больше к ней охладели. Финальным итогом традиционной сегрегации в регионе стало голосование по религиозным линиям, закрепившее поляризацию.

## Мнения экспертов
Говоря о соцопросах перед референдумом, московский политолог Сергей Марков сказал следующее: «Большинство социологов „ошиблись“ в прогнозировании результатов референдума, так как социологические службы использовались британскими властями и СМИ скорее с целью пропаганды. Это были опросы, призванные сформировать общественное мнение перед референдумом. То есть опросы были сфальсифицированы. Конечно, не прямо, а косвенно». Его слова подтверждает и тот факт что все британские СМИ, за исключение таблоидов, целенаправленно тиражировали только те результаты соцопросов, что были направлены на поддержание иллюзии желания «народных масс» сохранить членство Великобритании в ЕС. Но совокупная аудитория тех немногих изданий, которые поддержали Брексит, была выше, чем у газет, призывающих британцев проголосовать против выхода из ЕС.

## Опросы в других странах
- В январе 2013 журнал «Лё Паризьен» опросил 1136 человек, 52 % которых поддержали выход Великобритании из ЕС.
- В Германии журнал «Интернационале Политик» показал что 64 % немцев поддерживают идею сохранения членства Британии в ЕС, а 36 % высказываются против.
- Соцопросы населения в Ирландии показывали стабильно высокую долю сторонников сохранения Британии в составе ЕС.